# Senatswahl in Tschechien 1998
Bei der Senatswahl in Tschechien 1998 wurde ein Drittel des Senats des Parlaments der Tschechischen Republik neu gewählt. Der erste Wahlgang fand am 13. und 14. November 1998 statt, der zweite am 20. und 21. November 1996.

## Wahlverfahren
Alle zwei Jahre werden ein Drittel der 81 Senatssitze (27 Sitze) für sechs Jahre neu besetzt. Dabei standen 1998 die Sitze der Wahlkreise 1, 4, 7, …, 79 zur Wahl. Der Senat wird in Einerwahlkreisen per Mehrheitswahl gewählt. Erhält keiner der Kandidaten eine absolute Mehrheit der Stimmen im ersten Wahlgang, findet eine Stichwahl zwischen den beiden bestplatzierten Kandidaten statt.

## Ergebnisse

### Zusammenfassung
Die konservative Demokratische Bürgerpartei (ODS) konnte den ersten Platz halten, verlor jedoch vier Sitze. Die Sozialdemokraten (ČSSD) von Ministerpräsident Miloš Zeman verloren ebenfalls zwei Sitze. Eigentlicher Gewinner war die oppositionelle Viererkoalition (KDU-ČSL, US, DEU und ODA), die 13 von 27 Wahlkreisen für sich entschied und dadurch 5 Sitze dazugewann. Die Kommunisten (KSČM) verdoppelten ihre Sitzzahl von zwei auf vier.
- KSČM: 4
- ČSSD: 23
- Unabh.: 3
- US: 2
- KDU: 14
- ODA: 7
- ODS: 28

| Partei               | Partei                                                                  | Erster Wahlgang | Erster Wahlgang | Zweiter Wahlgang | Zweiter Wahlgang | Sitze ohne Neuwahl | Sitze insgesamt | ±    |
| Partei               | Partei                                                                  | Stimmen (in %)  | Sitze           | Stimmen (in %)   | Sitze            | Sitze ohne Neuwahl | Sitze insgesamt | ±    |
| -------------------- | ----------------------------------------------------------------------- | --------------- | --------------- | ---------------- | ---------------- | ------------------ | --------------- | ---- |
|                      | Občanská demokratická strana (ODS)                                      | 27,69           | 0               | 39,13            | 9                | 19                 | 28              | −4   |
| Viererkoalition (4K) | Viererkoalition (4K)                                                    | 26,59           | 0               | 31,00            | 13 a             | 13 a               | 26 a            | +5 a |
|                      | Křesťanská a demokratická unie – Československá strana lidová (KDU-ČSL) | 26,59           | 0               | 31,00            | 5                | 9                  | 14              | +1   |
|                      | Občanská demokratická aliance (ODA)                                     | 26,59           | 0               | 31,00            | 4                | 3                  | 7               | ±0   |
|                      | Unie svobody – Demokratická unie (US-DEU)                               | 26,59           | 0               | 31,00            | 1                | 1                  | 2               | +1   |
|                      | Parteilose                                                              | 26,59           | 0               | 31,00            | 3                | 0                  | 3               | +3   |
|                      | Česká strana sociálně demokratická (ČSSD)                               | 21,71           | 0               | 22,66            | 3                | 20                 | 23              | −2   |
|                      | Komunistická strana Čech a Moravy (KSČM)                                | 16,54           | 0               | 5,79             | 2                | 2                  | 4               | +2   |
|                      | Unabhängige                                                             | 3,99            | 0               | 1,42             | 0                | 0                  | 0               | −1   |
|                      | Sonstige Parteien                                                       | 3,49            | 0               |                  |                  | 0                  | 0               | ±0   |
| Total                | Total                                                                   | 100,00          | 0               | 100,00           | 27               | 54                 | 81              | ±0   |

### Wahlkreisergebnisse

Wahlkreisgewinner nach Parteizugehörigkeit

|  | Občanská demokratická strana Křesťanská a demokratická unie – Československá strana lidová Občanská demokratická aliance Česká strana sociálně demokratická Komunistická strana Čech a Moravy Unie svobody – Demokratická unie Parteilose |

| Wahlkreis            | Wahlkreissieger | Wahlkreissieger | Wahlkreissieger      | Gegner (Stichwahl) | Gegner (Stichwahl) | Gegner (Stichwahl) | % der Stimmen (Stichwahl) |
| Wahlkreis            | Partei          | Partei          | Name                 | Partei             | Partei             | Name               | % der Stimmen (Stichwahl) |
| -------------------- | --------------- | --------------- | -------------------- | ------------------ | ------------------ | ------------------ | ------------------------- |
| 1 – Karlovy Vary     |                 | ODS             | Vladimír Kulhánek b  |                    | ČSSD               | Edmund Janisch     | 56,37                     |
| 4 – Most             |                 | ČSSD            | Richard Falbr b c    |                    | parteilos          | Pavel Weiss        | 55,59                     |
| 7 – Plzeň-město      |                 | parteilos/4K    | Jiří Skalický        |                    | ODS                | Jaroslav Jurečka b | 54,09                     |
| 10 – Český Krumlov   |                 | ODS             | Martin Dvořák        |                    | ČSSD               | Karel Vachta b     | 52,83                     |
| 13 – Tábor           |                 | ODS             | Pavel Eybert b       |                    | ČSSD               | Jaroslav Kopecký   | 59,52                     |
| 16 – Beroun          |                 | ODA/4K          | Jiří Rűckl b         |                    | ODS                | Milan Knížák       | 62,20                     |
| 19 – Prag 11         |                 | ODA/4K          | Daniel Kroupa        |                    | ODS                | Václav Mencl b     | 57,78                     |
| 22 – Prag 10         |                 | parteilos/4K    | Zuzana Roithová      |                    | ODS                | Milan Kondr b      | 67,10                     |
| 25 – Prag 6          |                 | US-DEU/4K       | Jan Ruml             |                    | ODS                | Jan Koukal b       | 65,56                     |
| 28 – Mělník          |                 | ODS             | Jaroslav Horák b     |                    | ČSSD               | Oldřich Pácha      | 53,80                     |
| 31 – Ústí nad Labem  |                 | KSČM            | Jaroslav Doubrava    |                    | ODS                | Zdeněk Kavina      | 52,37                     |
| 34 – Liberec         |                 | ODS             | Přemysl Sobotka b    |                    | ČSSD               | Václav Pecina      | 58,14                     |
| 37 – Jičín           |                 | ODS             | Jiří Liška b         |                    | ČSSD               | František Čech     | 64,06                     |
| 40 – Kutná Hora      |                 | ČSSD            | Jan Fencl            |                    | ODS                | Miloslav Palán     | 55,58                     |
| 43 – Pardubice       |                 | ODA/4K          | Jaroslava Moserová b |                    | ODS                | Václav Stříteský   | 59,97                     |
| 46 – Ústí nad Orlicí |                 | KDU-ČSL/4K      | Bohumil Čada b       |                    | ODS                | Lubomír Hýbl       | 69,97                     |
| 49 – Blansko         |                 | KDU-ČSL/4K      | Stanislav Bělehrádek |                    | ČSSD               | Jiří Drápela       | 64,56                     |
| 52 – Jihlava         |                 | ODA/4K          | Václav Jehlička b    |                    | ODS                | Ivan Činčera       | 68,03                     |
| 55 – Brno-město      |                 | ODS             | Tomáš Julínek        |                    | KSČM               | Pavel Pavlík       | 57,03                     |
| 58 – Brno-město      |                 | ODS             | Dagmar Lastovecká    |                    | ČSSD               | Václav Božek       | 50,68                     |
| 61 – Olomouc         |                 | ČSSD            | František Mezihorák  |                    | ODS                | Jan Hálek          | 51,73                     |
| 64 – Bruntál         |                 | KSČM            | Rostislav Harazin    |                    | ODS                | Jana Škrlová       | 60,48                     |
| 67 – Nový Jičín      |                 | KDU-ČSL/4K      | Jaroslav Šula        |                    | ODS                | Milan Šturm        | 55,52                     |
| 70 – Ostrava-město   |                 | ODS             | Mirek Topolánek b    |                    | ČSSD               | Jiří Grossmann     | 63,30                     |
| 73 – Frýdek-Místek   |                 | KDU-ČSL/4K      | Emil Škrabiš b       |                    | ČSSD               | Miroslav Doseděl   | 52,27                     |
| 76 – Kroměříž        |                 | parteilos/4K    | František Kroupa     |                    | ČSSD               | Jan Slanina        | 56,86                     |
| 79 – Hodonín         |                 | KDU-ČSL/4K      | Josef Kaňa           |                    | ČSSD               | Zdeněk Lukeš       | 56,63                     |